# Linum ramosissimum
Linum ramosissimum är en linväxtart som beskrevs av C. Gay. Linum ramosissimum ingår i släktet linsläktet, och familjen linväxter. Inga underarter finns listade i Catalogue of Life.